# Chance Comanche
Chance Comanche (Los Angeles, 14 aprile 1996) è un ex cestista statunitense.

## Problemi giudiziari
Nel dicembre 2023 è stato arrestato, insieme alla 19enne fidanzata Sakari Harnden, con l'accusa di omicidio dopo il ritrovamento del corpo della 23enne Marayna Rodgers in un'area desertica di Henderson, sobborgo dell'area metropolitana di Las Vegas. La vittima era scomparsa da Las Vegas il 5 dicembre 2023 e resti umani riconducibili a lei sono stati ritrovati una decina di giorni dopo la scomparsa. Dopo il suo arresto, gli Stockton Kings, la squadra per la quale Comanche stava giocando in quel momento, hanno rescisso il suo contratto. Nei giorni successivi ha poi confessato l'omicidio, commesso con la complicità della fidanzata.

## Statistiche

### NCAA
| Anno      | Squadra          | PG | PT | MP   | TC%  | 3P% | TL%  | RP  | AP  | PRP | SP  | PP  |
| --------- | ---------------- | -- | -- | ---- | ---- | --- | ---- | --- | --- | --- | --- | --- |
| 2015-2016 | Arizona Wildcats | 23 | 1  | 6,0  | 48,5 | -   | 68,8 | 1,6 | 0,2 | 0,0 | 0,3 | 1,9 |
| 2016-2017 | Arizona Wildcats | 37 | 2  | 18,1 | 57,1 | -   | 73,0 | 3,6 | 0,4 | 0,1 | 0,4 | 6,3 |
| Carriera  | Carriera         | 60 | 3  | 13,5 | 55,6 | -   | 72,2 | 2,8 | 0,3 | 0,1 | 0,4 | 4,6 |

#### Massimi in carriera
- Massimo di punti: 14 vs New Mexico (20 dicembre 2016)[1]
- Massimo di rimbalzi: 10 (2 volte)
- Massimo di assist: 2 (3 volte)
- Massimo di palle rubate: 1 (6 volte)
- Massimo di stoppate: 2 (3 volte)
- Massimo di minuti giocati: 32 vs Washington (18 febbraio 2017)

### NBA

#### Regular season
| Anno      | Squadra             | PG | PT | MP   | TC%  | 3P% | TL%  | RP  | AP  | PRP | SP  | PP  |
| --------- | ------------------- | -- | -- | ---- | ---- | --- | ---- | --- | --- | --- | --- | --- |
| 2022-2023 | Portland T. Blazers | 1  | 0  | 21,0 | 60,0 | -   | 25,0 | 3,0 | 0,0 | 0,0 | 1,0 | 7,0 |

#### Massimi in carriera
- Massimo di punti: 7  vs Golden State Warriors (9 aprile 2023)[2]
- Massimo di rimbalzi: 3  vs Golden State Warriors (9 aprile 2023)
- Massimo di assist: -
- Massimo di palle rubate: -
- Massimo di stoppate: 1  vs Golden State Warriors (9 aprile 2023)
- Massimo di minuti giocati: 21 vs Golden State Warriors (9 aprile 2023)